# Rui Soares Palmeira
Rui Soares Palmeira (São Miguel dos Campos, 2 de março de 1910 – Rio de Janeiro, 16 de dezembro de 1968) foi um advogado, agropecuarista, jornalista e político brasileiro que fez carreira em Alagoas.

## Dados biográficos
Filho de Miguel Soares Palmeira e Tereza Ferro Soares Palmeira. Bacharel em Direito na Universidade Federal de Pernambuco trabalhou junto à prefeitura de Maceió como oficial de gabinete do prefeito, secretário municipal e diretor do Departamento Municipal de Estatística. Fundador do diretório estadual da UDN após o fim do Estado Novo, foi derrotado por Silvestre Péricles de Góis Monteiro na disputa pelo governo do estado em 1947. Eleito deputado federal em 1950 e senador em 1954 e 1962 foi derrotado por Muniz Falcão em nova disputa pelo governo do estado em 1965, entretanto o resultado do pleito não foi homologado por descumprimento de preceito eleitoral expresso para aquele ano, dessa feita o estado foi administrado pelo General João Tubino até a ascensão de Lamenha Filho ao cargo. Filiou-se à ARENA após o fim do pluripartidarismo. Três de seus filhos seguiram a carreira política: Guilherme Palmeira e Miguel Palmeira em Alagoas e Vladimir Palmeira no Rio de Janeiro e é avô de Rui Palmeira, eleito prefeito de Maceió em 2012.